# ドナルド・コガン
コガン男爵、フレデリック・ドナルド・コガン（Frederick Donald Coggan, Baron Coggan；1909年12月23日 - 2000年5月17日）は、1974年から1980年まで第101代カンタベリー大主教を務めた聖職者。彼は大主教としてローマでローマ教皇と会談した。

## 経歴
ドナルド・コガンはロンドンのハイゲートで生まれた。1931年から1934年までマンチェスター大学でセム系諸語を教える助教授（レクチャラー）、1937年から1944年までトロントのウィクリフ・カレッジで新約聖書の教授、1944年から1956年までは神学ロンドン・カレッジの学長であった。
1935年に司祭に叙任され、1956年にブラッドフォード司祭、1965年にヨーク大主教に任命される。カンタベリー大主教座を引退した後、一代貴族コガン男爵として貴族院で活躍した。ドナルド・コガンのカンタベリー大主教としての業績に、1994年までは認められなかった女性聖職者叙任を支持したことが挙げられる。また、多くの著作を残している。
90歳にて死亡。彼の遺灰はカンタベリー大聖堂に納められている。